# Harvise d'Évreux
Harvise d’Évreux (ou Arvoise, Hawise) aussi appelée Harvise de Salisbury (1118 – avant 1152), comtesse de Dreux, est une aristocrate d'origine anglo-normande, fille de Gautier (Fitz Edward) de Salisbury († 1147), possible shérif de Wiltshire, et de Sibylle de Sourches (ou de Chaources) ; et la sœur de Patrick († 1168), 1er comte de Salisbury (ou du Wiltshire).

## Mariages et descendance
En premières noces, elle épouse Rotrou III, comte du Perche, dont elle eut :
- Rotrou IV († 1191), comte du Perche ;
- Geoffroy.

En secondes noces, en 1144, elle épouse Robert Ier de Dreux, dont elle eut :
- Adèle (Alix de Dreux) (1145/1146 –1205/1210[3]), mariée après 1156 avec Valéran III, seigneur de Breteuil, puis en secondes noces en 1161 avec Guy II, seigneur de Châtillon, en troisièmes noces avec Jean Ier de Thourotte, mort en 1176 et en dernières noces avant 1183 avec Raoul Ier de Soissons comte de Soissons, mort en 1235.